# Les Anthinoises
Les Anthinoises, Festival de Wallonie des musiques et cultures celtiques est un festival de musique (musique celtique, rock, musique folk, World music, Pagan folk, etc.) qui se déroule tous les deux ans en avril à Anthisnes dans la région de Liège en Belgique depuis 2000,,.
Le festival qui se déroule au sein même du village d'Anthisnes, réunit lors de chaque édition un total de 15.000 à 20.000 visiteurs durant un week-end
Si les concerts en constituent l'élément principal, Les Anthinoises est un festival multidisciplinaire. En effet, le festival propose également, sur le thème général de la culture celtique, des expositions d'art, un marché artisanal (Le Village celte) où l'on peut voir les échoppes de plus d'une centaine d'artisans, des animations et spectacles de rue.
Chaque édition propose, sur 3 scènes (Le Chaudron des Trolls, Le Pavillon des Bardes et La Scène aux Découvertes), environ 30 concerts d'artistes belges et de la scène internationale représentant les diverses tendances actuelles des musiques celtiques ou d'inspiration celtique. Par la passé, le festival a ainsi accueilli Minimum Vital, Omnia, Les Ramoneurs de Menhir, Plantec, Kila, Outside Duo ou encore Dan Ar Braz. Les styles sont donc très variés, allant des musiques celtiques traditionnelles aux diverses formes de folk ou de rock celtiques.
Le festival est organisé par une équipe de bénévoles passionnés réunis au sein de l'ASBL Li Mohe è l'Ôrlodje,.